# بلتیلا اکراسی
بلتیلا اکراسی (نام علمی: Bletilla ochracea) نام یک گونه از تیره ثعلبیان است.